# ヴワディスワフ・ホルディンスキー
ヴワディスワフ・ホルディンスキー (Władysław Hordyński、1908年3月1日 - 1968年1月4日) は、ポーランドの図書館員で、クラクフにあるヤギェウォ図書館音楽部門長、上級認定学芸員である。

## 青年時代
ヴワディスワフ・ホルディンスキーは、中学校教師でリヴィウ工科大学数学科教員のルドヴィク・ホロディンスキーと、旧姓ヤトヴィガ・ヴァルチャックの息子であった。彼は生涯のほとんどをクラクフで過ごした。1926年、彼はヤギェウォ大学哲学科に入学した。ポーランド学を専攻したが、2年後にズジスワフ・ヤヒメツキに師事し音楽学を学び始め、1939年にポーランドの作曲家ユゼフ・ヴワディスワフ・クログルスキの生涯とピアノ作品をテーマにした論文で音楽学の修士号を取得した。
学生時代から彼はヤギェウォ大学の音楽学図書室で仕事をした。1930年からはヤギェウォ図書館で、最初はボランティア、1936年からは職員として働くようになった。同年彼は図書館司書の試験に合格した。
ヤギェウォ図書館で働き始めた最初から、彼は音楽コレクションの管理に取り組み、生涯を音楽コレクションに捧げた。旧来の方法で目録をとり体系化されていた音楽コレクションは、徹底的に研究しなおす必要があった。

## 戦争期
第二次世界大戦中、彼はルーマニアのブカレストに住んでいた。ルーマニア・アカデミーの図書館で音楽資料 (音楽部門のための指示も作成) に携わった。それに加え彼は音楽院の図書館や、ブカレストのビザンチン学フランス研究所の図書館の仕事もした。彼は滞在中にルーマニア・アカデミー図書館所蔵資料から、15世紀から18世紀までのポーランド研究目録を作成した (ヤギェウォ図書館月報6号と8号、1953年に掲載)。

## 戦争後
1945年8月に帰国すると、彼は直ちにヤギェウォ図書館音楽部門に復帰した。また貴重書閲覧室の管理も担当した。1958年には音楽部門長および写真撮影部門長となり、1964年には上級認定学芸員になった。彼は写真撮影部門の近代化に多大な尽力をした。彼の30年に及ぶ専門業務の中で、音楽コレクションは4倍になり、その目録が作成され、数多くの音楽文献が編纂され、参照コレクションが整備され、レコードコレクションが開設された。ホロディンスキーは何人もの図書館員や学生の育成にも尽力した。 
彼は生涯にわたって音楽図書館の課題に取り組み、国内外の同僚たちと経験を分かち合った。彼の仕事は学術的かつ専門的であり、両方の課題に同様に取り組んだ。1948年に彼はポーランド学術アカデミーの音楽委員会委員長に任命され、また科学評議会とフレデリック・ショパン協会音楽部門のメンバーでもあった。1949年のショパン年には展覧会を企画し、関連する資料を入手するためフランスを訪れた。戦後の彼はショパンに関する資料を多く出版し、そこにはショパンがチチョスキに宛てた未公開書簡や、長い間失われたと考えられていた「ムーアの民謡風な歌による変奏曲ニ長調」もあった。彼はポーランド人名事典の著者でもあった。
1954年、彼は職業上の業績により、功労十字章を受賞した。